# Liga de titânio

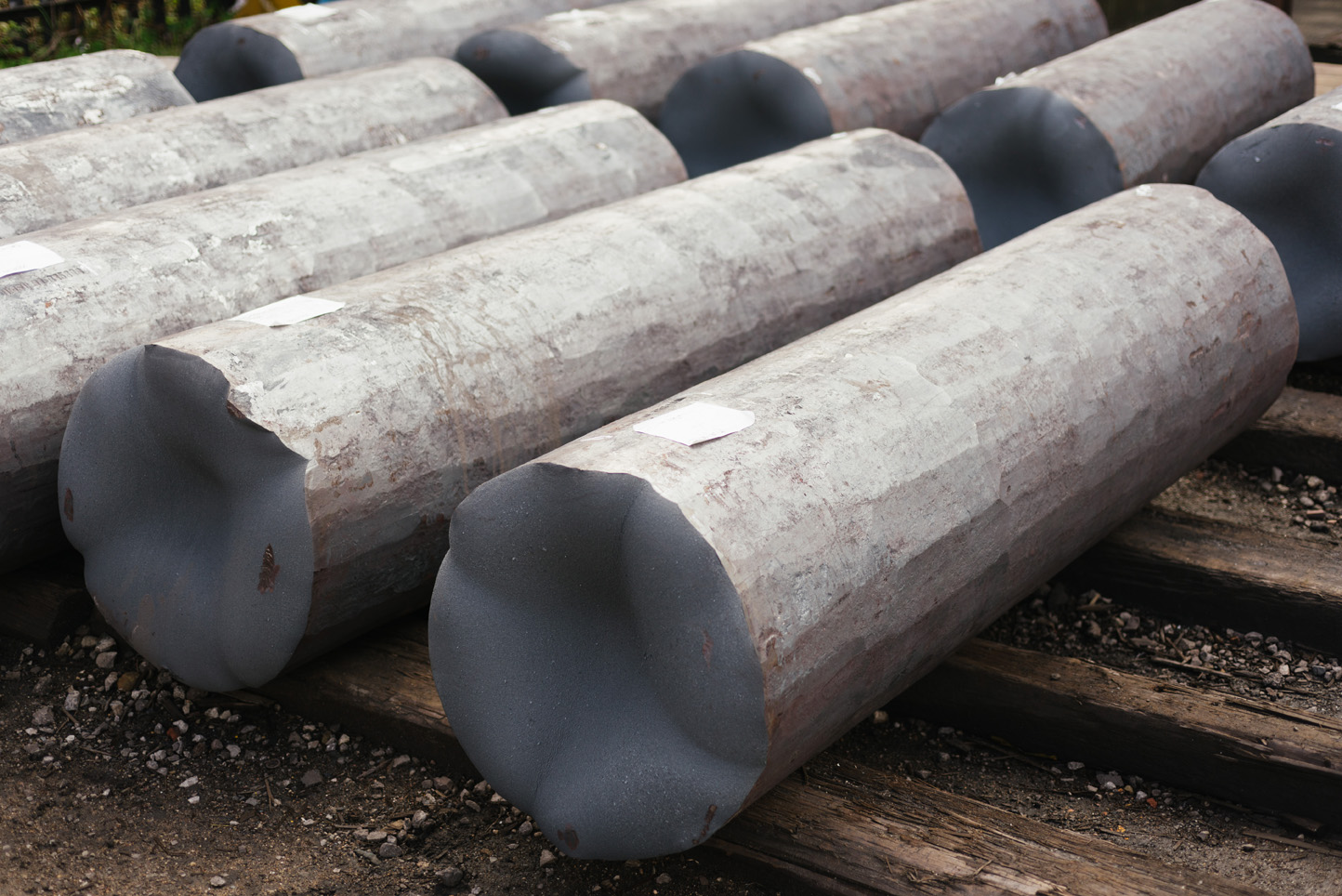
Liga de titânio em forma de lingote

As ligas de titânio são ligas que contêm uma mistura de titânio e outros elementos químicos. Essas ligas têm resistência à tração e tenacidade muito altas (mesmo em temperaturas extremas). Elas são leves, têm extraordinária resistência à corrosão e a capacidade de suportar temperaturas extremas. No entanto, o alto custo de processamento limita seu uso a aplicações militares, aeronaves, naves espaciais, bicicletas, dispositivos médicos, joias, componentes altamente tensionados, como bielas de carros esportivos e equipamentos esportivos e eletrônicos de consumo.

## Transformação alotrópica

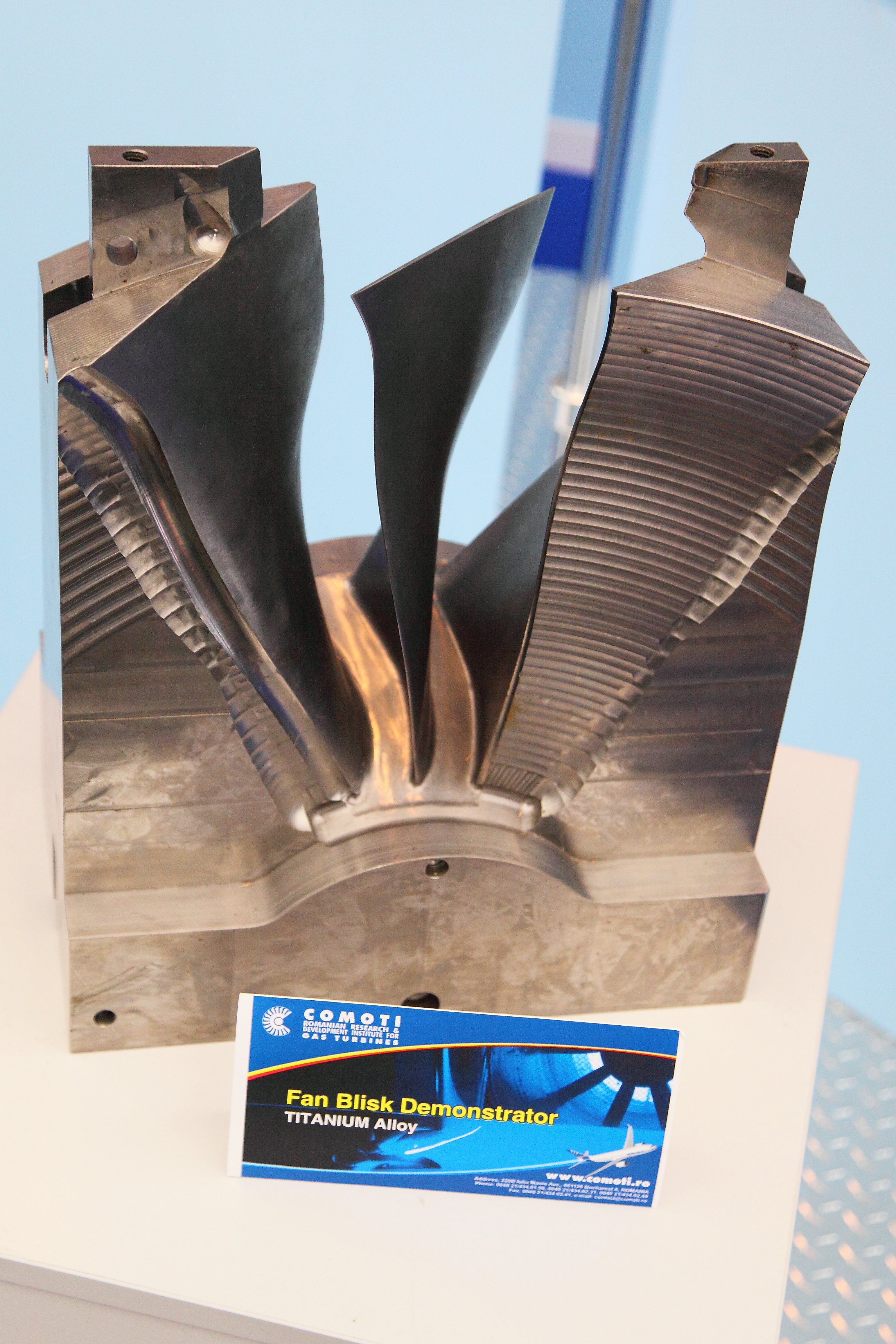
Peça de turbina em liga de titânio exibida no Berlin International Airshow 2012

O Titânio é um metal de transição que possui uma transformação alotrópica em torno de 883 °C. Abaixo desta temperatura sua estrutura cristalina é da forma hexagonal compacta, sendo denominada fase α. A fase β possui uma estrutura cúbica de corpo centrado, sendo formada em temperaturas acima de 883 °C e permanecendo estável até a fusão do metal. Como o titânio apresenta a camada de valência incompleta, o elemento pode formar soluções sólidas com uma variedade de elementos de liga, desde que possuam uma diferença de tamanho de até 20%. Os elementos de liga do titânio são classificados de acordo com a modificação que produzem na temperatura de transformação alotrópica.
Os elementos que aumentam a temperatura de transformação alotrópica são denominados de α-estabilizadores. Pertencem a este grupo os elementos Alumínio, Gálio e Germano, além dos intersticiais Carbono, Oxigênio e Nitrogênio. Os β-estabilizadores são elementos que diminuem a temperatura de transformação alotrópica do titânio, eles podem ser divididos em β-isomorfos ou β-eutetóides de acordo com a formação ou não de um composto intermetálico. Os elementos β-isomorfos constituem o Molibdênio, Vanádio, Tântalo e Nióbio, enquanto os β-eutetóides são o Ferro, Manganês, Cromo, Cobalto, Niquel, Cobre e Hidrogênio. Os metais Zircônio, Hafnio, Silício e Estanho não provocam grandes alterações na temperatura alotrópica, sendo classificados como elementos neutros.

## Classificação das ligas de titânio

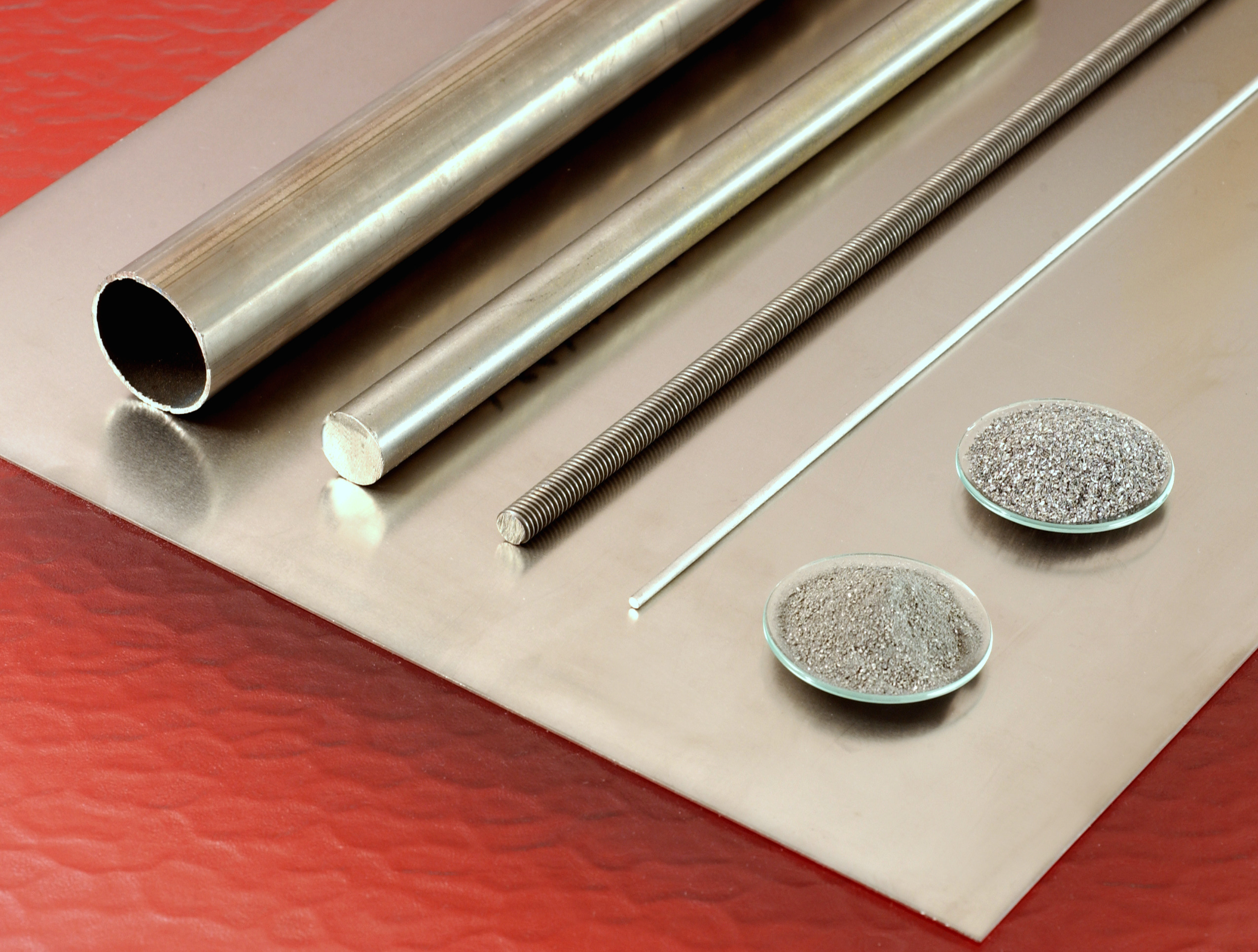
Produtos de liga de titânio

As ligas de titânio são classificadas de acordo com as fases presentes em sua microestrutura. As ligas podem ser classificadas em α, quase-α, α+β, quase-β e β.
A determinação do tipo de liga de titânio pode ser realizada a partir das concentrações de Alumínio e Molibdênio equivalente no material. É uma forma de agrupar as ligas de acordo com a quantidade de elementos α e β estabilizadores. O alumínio e molibdênio equivalente são definidos por:
[Al]eq = [Al] + 1/6[Zr] + 1/3[Sn] + 10[O]
[Mo]eq = [Mo] + 1/5[Ta] + 1/3,6[Nb] + 1/2,5[W] + 1/1,5[V] + 1,25[Cr] + 1,25[Ni] + 1,7[Mn] + 1,7[Co] + 2,5[Fe]
Onde [x] indica a concentração em peso do elemento correspondente.
A ASTM (American Society for Testing and Materials) define uma classificação padrão para o titânio puro e algumas ligas vendidas comercialmente. Os graus de 1 a 4 definem o titânio comercialmente puro, com baixo níveis de elementos substitucionais e de Oxigênio intersticial, enquanto os demais definem algumas ligas com grande aplicação industrial.

## Titânio comercialmente puro (cp)
O Ti cp faz parte da classe de ligas α e constitui os quatro graus definidos pela ASTM. O Ti cp grau 1 possui as menores concentrações de oxigênio intersticial e Ferro residual. O oxigênio atua como um agente endurecedor e mantém a microestrutura na fase α, enquanto o ferro é um refinador dos grãos da fase β e diminui o endurecimento do material. O Ti cp grau 1 possui a menor resistência mecânica, porém apresenta alta ductilidade e facilidade para trabalho a frio. O Ticp grau 2 é amplamente utilizado pela indústria em virtude de suas propriedades equilibradas de resistência mecânica e ductilidade. O Ti cp grau 2 possui resistência mecânica semelhante ao Aço inoxidável comum, além de ser facilmente trabalhado a frio. O Ticp grau 3 possui resistência mecânica um pouco maior que o grau 2, em razão da maior concentração de oxigênio e Nitrogênio intersticial, porém sua ductilidade está abaixo dos demais. O Ti cp grau 4 apresenta a maior resistência mecânica do grupo do titânio puro, sua utilização ocorre principalmente pelas indústrias aeronáutica e aeroespacial.
Tabela 1 - Graus ASTM para ligas de titânio comercial.
| Liga             | Composição (%p.)                    |
| ---------------- | ----------------------------------- |
| Grau 1 a 4       | Ticp                                |
| Grau 5           | Ti-6Al-4V                           |
| Grau 6           | Ti-5Al-2,5Sn                        |
| Grau 7 e 11      | Ti-(0,12-0,25)Pd                    |
| Grau 9           | Ti-3Al-2,5V                         |
| Grau 12          | Ti-0,3Mo-0,8Ni                      |
| Grau 13, 14 e 15 | Ti-0,5Ni-0,05Ru                     |
| Grau 16 e 17     | Ti-(0,04-0,08)Pd                    |
| Grau 18          | Ti-3Al-2,5V-(0,04-0,08)Pd           |
| Grau 19          | Ti-3Al-8V-6Cr-4Zr-4Mo               |
| Grau 20          | Ti-3Al-8V-6Cr-4Zr-4Mo-(0,04-0,08)Pd |
| Grau 21          | Ti-15Mo-3Al-2,7Nb-0,25Si            |
| Grau 23          | Ti-6Al-4V-0,13O                     |
| Grau 24          | Ti-6Al-4V-(0,3-0,8)Ni-(0,04-0,08)Pd |
| Grau 26 e 27     | Ti-(0,08-0,14)Ru                    |
| Grau 28          | Ti-3Al-2,8V-(0,08-0,14)Ru           |
| Grau 29          | Ti-6Al-4V-(0,08-0,14)Ru             |
| Grau 30 e 31     | Ti-0,3Co-0,05Pd                     |
| Grau 32          | Ti-5Al-1Sn-1Zr-1V-0,8Mo             |
| Grau 33 e 34     | Ti-0,4Ni-0,015Pd-0,025Ru-0,15Cr     |
| Grau 35          | Ti-4,5Al-2Mo-1,6V-0,5Fe-0,3Si       |
| Grau 36          | Ti-45Nb                             |
| Grau 37          | Ti-1,5Al                            |
| Grau 38          | Ti-4Al-2,5V-1,5Fe                   |

## Ligas α
O grupo das ligas α constituem o Ticp e ligas com a presença de elementos α-estabilizadores ou neutros. Estas ligas são caracterizadas por apresentar apenas a fase α na temperatura ambiente. Como não há a obtenção de fases metaestáveis com resfriamentos rápidos, os processos de tratamentos térmicos não apresentam variações na microestrutura. Podem ser utilizadas tanto em altas quanto em baixas temperaturas, devido à grande resistência a fluência e ausência de transição dúctil-frágil. Devido à sua estrutura hexagonal, as ligas α em geral apresentam boa resistência mecânica, tenacidade à fratura, alto módulo de elasticidade e baixa ductilidade. Suas aplicações envolvem principalmente a indústria química, militar e aeronáutica, em razão de sua elevada resistência a corrosão.

## Ligas quase-α
As ligas quase-α são caracterizadas por possuírem uma pequena fração de fase β retida em sua microestrutura. A fase β retida é proveniente do aumento do campo α+β do titânio devido às pequenas concentrações de β-estabilizadores. Estas ligas apresentam quantidades de β-estabilizadores entre 1 e 2%.

## Ligas α+β
As ligas α+β apresentam teores balanceados de elementos α e β estabilizadores, de modo que a faixa de formação de fases α e β é estendido para a temperatura ambiente. As ligas α+β podem conter desde 10% até 50% de fase β retida à temperatura ambiente. Processos de tratamentos térmicos e termo-mecânicos podem variar as concentrações volumétricas das fases α e β, alterando a microestrutura e resultando em uma ampla variação das propriedades mecânicas da liga.

### Liga Ti-6Al-4V
Descoberto há mais de duzentos anos o Titânio é considerado um material recente devido sua complexidade.
O titânio e suas ligas apresentam importantes benefícios, em especial a
liga Ti-6Al-4V, que combina propriedades atrativas de trabalhabilidade e
usinabilidade.
Para tal, reduzir as tensões residuais durante a usinagem, proporcionar
o alívio de tensões, ou garantir uma melhor combinação de dureza,
realiza-se o tratamento térmico na liga Ti-6Al-4V. Esta liga tem sido
muito utilizada nas indústrias aeronáutica e aeroespacial,
particularmente para aplicações que requerem resistência em altas
temperaturas, e na indústria médica, devido a sua alta resistência a
corrosão e bioinércia com a produção de implantes e próteses.

#### Características Gerais
O titânio é um elemento alotrópico, este pode existir em
mais de uma forma cristalográfica. A estrutura hexagonal compacta (HC),
denominada como fase α e representada na figura 1, está presente em
temperaturas ambientes. A partir de uma temperatura de 883°C ocorre a
transformação de sua estrutura, de HC passa a ser uma estrutura de
cúbica de corpo centrado (CCC), denominada de fase β e identificada na
figura 2. Estas duas estruturas são a base para as classes da liga de
titânio    .

Figura 1: Estrutura Hexagonal CompactoFigura 1: Estrutura Hexagonal Compacto
Figura 2: Estrutura Cúbico de Corpo CentradoFigura 2: Estrutura Cúbico de Corpo Centrado

A liga Ti-6Al-4V é uma liga alfa-beta que possui quantidade
de elementos estabilizadores de ambas as fases em quantidade
equilibrada e proporciona as seguintes propriedades: baixa densidade,
boa resistência mecânica à tração (900 a 1200 MPa), excelente
resistência à corrosão (formação da camada passivada de TiO2), alta
resistência a fadiga, baixa condutividade térmica e relativa abundância
na natureza (é o nono metal mais abundante).     .
Outra propriedade, é a dureza da liga Ti-6Al-4V, bem mais alta do que a
do alumínio e se aproxima da dureza encontrada em alguns aços
termicamente tratados. Sua dureza varia entre 200 e 300 HV, e quando
tratada termicamente, em torno de 350 e 500 HV. Como também, apresenta uma tensão limite de escoamento de 950 MPa e tensão média de escoamento de 880 MPa.

#### Forma de Obtenção
O Titânio foi descoberto, em 1791, pelo inglês William
Justin Gregor através de um isolamento de ilmenita (FeTiO3) quando
investigava a areia magnética. Posteriormente, ocorreu uma redescoberta
pelo químico alemão Martin Heinrich Klaproth, com o mineral rutilo
(TiO2).
O titânio é obtido através da extração em depósitos primários ou
secundários, nos depósitos primários são encontrados rutilo, ilmenita,
anatásio e leucoxênio, identificados na figura 3. De acordo com o
Anuário Mineral Brasileiro (DNPM, 2006), o Brasil possui reservas
medidas de 230,5 milhões de toneladas de ilmenita e 11,4 milhões
toneladas de rutilo, além de possuir a maior reserva mundial de
anatásio, com 419,2 milhões de toneladas. Estima-se que nos depósitos da
Noruega, Finlândia, Ucrânia e Canadá estão concentrados seiscentos
milhões de toneladas de ilmenita.

Figura 3: a)Ilmenita, b)  Rutilo, c) Anatásio e d)LeucoxênioFigura 3: a)Ilmenita, b)  Rutilo, c) Anatásio e d)Leucoxênio

Para a fabricação do titânio metálico, é relatada a existência de seis processos disponíveis: "Kroll", "Hunter", redução eletrolítica, redução gasosa, redução com plasma e redução metalotérmica. O principal processo, dentre os relacionados, é o processo “Kroll”, o mais utilizado atualmente. O processo Kroll foi desenvolvido por William Justin Kroll, em 1940, que veio a substituir o processo Hunter de produção de titânio. Neste  processo o minério mais puro do titânio, rutilo, é combinado com coque de petróleo e clorado num reator de cama fluida a 100°C obtendo um produto de aspecto esponjoso, impuro, contendo tetracloreto de titânio (TiCl4), também conhecido como "tickle", conforme equação 1.

2 FeTiO3 + 7 Cl2 + 6 C → 2 TiCl4 + 2 FeCl3 + 6 CO (eq. 1)
O TiCl4 obtido é purificado através de contínuos processos de destilação fracionada. Este processo é realizado sob temperatura de 800 °C com magnésio fundido (com cerca de 15-20% de excesso) e sob atmosfera modificada, obtém-se então o titânio metálico esponjoso, conforme equação 2.
2 Mg (l) + TiCl4 (g) → 2 MgCl2 (l) + Ti (s) [T = ° C 800-850] (eq. 2)
Para se obter a liga Ti-6Al-4V é necessário a realização de um novo
processo, conhecido como refusão de arco a vácuo, neste o titânio e suas
ligas são derretidos em uma câmara.
A refusão começa com um primeiro eletrodo de massa fundida, constituída
por blocos compactados mecanicamente de esponja e de elementos de liga,
em que cada bloco tem a composição nominal da liga desejada [8].
O eletrodo é inserido dentro de um cadinho cilíndrico fechado, que é
levado ao vácuo metalúrgico. Uma pequena quantidade da liga em que foi
produzido o eletrodo é colocada no fundo do cadinho e em seguida
coloca-se o titânio (ver equação 2).
A refusão se inicia com a aplicação de inúmeros kiloampères de corrente
contínua para criar o arco elétrico entre o eletrodo e a liga, a partir
deste processo uma massa fundida contínua da liga Ti-6Al-4V é formada. A
solidificação deste material é rigidamente controlada para assegurar a
correta microestrutura do material, bem como minimizar a segregação de
elementos.
Após o processo de refusão dos lingotes da liga Ti-6Al-4V, estes seguem
para o processo de conformação mecânica (trabalho a frio), apresentado
abaixo e esquematizado o ciclo de produção na figura 4:

##### Laminação
É o processo de conformação mais barato e mais utilizado,
consiste na redução da seção transversal da liga Ti-6Al-4V por
compressão, por meio da passagem entre dois cilindros de aço ou ferro
fundido com eixos paralelos que giram em torno de si mesmos. Esta
deformação aumenta os limites de resistência à tração e ao escoamento,
com diminuição do alongamento.
Utilizado em chapas, este processo garante um controle dimensional preciso e excelente acabamento superficial.

##### Extrusão
A conformação é realizada ação combinada de tensões
(tração e compressão), mas o que faz com que a peça adquira o formato
desejado é a resistência imposta pela matriz.
A extrusão é um processo semelhante à laminação, porém utilizado na
produção de barras, tubos e outros produtos em forma de haste, os quais
não são possíveis na laminação. As propriedades resultantes de um processo de extrusão não são idênticas as de outros processos de conformação  e se refletem em uma microestrutura não homogênea e com fortes variações nas propriedades mecânicas do material.

Figura 4: Visão geral do ciclo de produçãoFigura 4: Visão geral do ciclo de produção

#### Tratamento Térmico
A liga Ti-6Al-4V é uma liga alfa-beta, possui
microestrutura que pode ser substancialmente alterada por tratamento
térmico. Tamanhos, composição e distribuição de fases em ligas alfa-beta
podem ser facilmente manipuladas até certos limites.Para
reduzir as tensões residuais durante usinagem, proporcionar o alívio de
tensões, e/ou para garantir uma melhor combinação de dureza,
usinabilidade e estabilidade estrutural e dimensional, realiza-se o
tratamento térmico na liga Ti-6Al-4V, chamado de recozimento.
O recozimento é um tratamento térmico, onde a dureza de uma
microestrutura mecanicamente deformada é reduzida em altas temperaturas,
ou seja, anula os efeitos negativos do procedimento de fabricação que
requerem deformação plástica. Antes da deformação, o material apresenta
grãos equiaxiais (possuem a mesma dimensão em todas as direções) e após
sua deformação, tornam-se alongados ao longo da direção que o material
foi conformado. A energia gasta na deformação está associada a zonas de
tração, compressão e cisalhamento ao redor das discordâncias criadas.
O processo de recozimento consiste basicamente em aquecer o material a
uma temperatura desejada por um determinado período de tempo e
resfriá-lo após certo tempo. Para tal, três etapas são importantes para o
desenvolvimento da microestrutura desejada, sendo elas: recuperação,
recristalização e crescimento de grão, esquematizada na figura 5.

##### Recuperação
Durante a recuperação, uma parte da energia interna de
deformação armazenada é liberada em virtude do movimento das
discordâncias, como resultado de uma melhor difusão atômica a
temperatura mais elevada.
Resultando na redução do número de discordâncias, que possuem energias
baixas de deformação, e diminuição modesta na dureza do material.

##### Recristalização
A recristalização é o processo de formação de um novo
conjunto de graõs livres de deformação e que são equiaxiais, com baixa
densidade de discordâncias e com características das condições antes do
processo de trabalho a frio.
As diferenças entre as energias internas do material submetido a
deformação e do material não deformado produz a  nova estrutura de grão.
Os novos grãos se constituem na forma de núcleos muitos pequenos e
crescem até que substituam completamente o seu material de origem. A
recristalização depende tanto do tempo (grau de recristalização) e da
temperatura.

##### Crescimento de grão
Após a recristalização completa, os grãos livres de
deformação continuarão a crescer se a amostra do metal for deixada a uma
temperatura elevada, este fenômeno é chamado de crescimento de grão.
O crescimento de grão ocorre pela migração de contornos de grão, ou
seja, à medida que aumentam de tamanho, a área total de contornos de
grão diminui produzindo uma redução na energia total. O tamanho do grão depende da temperatura e do tempo.

Figura 5: Representação esquemática do ciclo de recozimento, apresentando suas propriedades mecânicas e microestrutura.Figura 5: Representação esquemática do ciclo de recozimento, apresentando suas propriedades mecânicas e microestrutura.

Os principais tipos de recozimento utilizados na liga
Ti-6Al-4V estão apresentados abaixo e exemplificados na tabela 1, com
ciclo de tratamento térmico e sua microestrutura esperada:
- Mill Annealing
- Duplex Annealing
- Recrystallization Annealling
- Beta Annealling

Tabela 1: Tratamento térmico da liga alfa-beta.Tabela 1: Tratamento térmico da liga alfa-beta.

O processo de recozimento frequentemente utilizado é o Mill Annealing. Neste processo o material é mantido a cerca de 700°C,
por um pequeno período de tempo, 30 minutos aproximadamente. Este não é
um recozimento completo (recristalização incompleta), e deixa traços de
trabalho a frio na microestrutura de produtos trabalhados, como visualizado na microestrutura da figura 6.

Figura 6: Microestrutura Mill Annealingde placa de Ti-6Al4V.Figura 6: Microestrutura Mill Annealingde placa de Ti-6Al4V.

Outro exemplo do método Mill Annealling, é aquecer o
material a cerca de 730°C (1346° F), na faixa inferior a região α+β,
mantida por 4 horas, em seguida resfriamento em forno para 25°C (77°F),
produz uma microestrutura de cristais globulares de β em uma matriz α ,
representado na figura 7.

Figura 7: Diagrama de fases Ti-6Al-4V (Binário) em função do tratamento térmico.Figura 7: Diagrama de fases Ti-6Al-4V (Binário) em função do tratamento térmico.

#### Aplicações

##### Indústria Médica
Combinando características únicas de usinabilidade,
propriedades mecânicas e resistência a corrosão, a liga Ti-6Al-4V é um
material de destaque. Experiências clínicas realizadas no emprego da
liga Ti-6Al-4V  mostram que suas vantagens são mais relevantes em comparação com outros biomateriais.
Experimentos revelaram que o material pode ser implantado durante muito
tempo; e que não ocorre encapsulação fibrosa dos implantes. Exames
histopatológicos(estudo de tecidos do organismo) foram realizados e não
revelaram qualquer mudança celular adjacente aos implantes de Titânio.
A grande vantagem da liga Ti-6Al-4V em relação aos outros materiais
biomédicos, após a implantação, é a baixa interferência em procedimentos
de imagem como a Ressonância Magnética, já que forma rapidamente óxido
titânio ou composto complexos de óxido e hidretos na superfície do
material, gerando  imagens mais nítidas. Outro importante ponto é o
módulo de elasticidade da liga Ti-6Al-4V, que é aproximadamente a metade
de outras ligas metálicas comuns utilizadas em implantes ortopédicos,
apresentando um valor de 113,8 GPa. O baixo módulo resulta num material
que é menos rígido e se deforma elasticamente quando aplicado
carregamento biomecânico. Estas propriedades podem ter influências
significativas na osteointegração, em que se deseja um casamento próximo
entre as propriedades elásticas do osso e do implante cirúrgico.

##### Indústria Aeroespacial
Em meados de 1950, o Titânio e suas ligas obtiveram
destaque na indústria aeroespacial, apresentando custos elevados para a
sua obtenção e excelentes propriedades, como resistência à corrosão e
baixo módulo de elasticidade,que fazem que seu uso seja viável. Mesmo
apresentando grandes dificuldades, como de usinabilidade, as peças
aeroespaciais são, em sua grande maioria, usinadas. Para sua principal
aplicação, a temperatura de operação é superior a 500°C, impedindo a
utilização de outros materiais como alumínio, sendo viável para ligas de
Titânio.
.
A liga Ti-6Al-4V apresenta baixa usinabilidade, devido o material reagir
com a ferramenta de corte e possuir baixa condutividade térmica,
através da difusão (cerca de 80% do calor gerado é retido pela
ferramenta e 20% é retido pelo cavaco e o tipo de cavaco sempre é
segmentado).
Esta liga apresenta elevada aplicação aeroespacial (militar e comercial)
em turbinas, estruturas aéreas, naves espaciais, e outros componentes
que necessitam que atinjam temperatura de até 595°C.

## Ligas quase-β
As ligas quase-β possuem elevadas quantidades de elementos β-estabilizadores misturados com pequenas concentrações de α-estabilizadores. Através de tratamentos térmicos, é possível obter a formação de fases metaestáveis ou mistura de fases α e β. Em geral, as ligas quase-β apresentam boa resistência mecânica e ductilidade.

## Ligas β
As ligas β são formadas com grandes quantidades de elementos β-estabilizadoes, diminuindo acentuadamente a temperatura de mudança de fase. As ligas β metaestável são constituídas por uma quantidade de elementos suficientes para aumentar o campo α+β de forma a resultar em uma microestrutura predominantemente β com taxas de resfriamento rápidas. As ligas β estáveis possuem a temperatura de início da transformação alotrópica abaixo da temperatura ambiente, assim mesmo com resfriamento lento, é possível reter a fase β na microestrutura. Processos de tratamentos térmicos podem alterar significativamente a microestrutura e as propriedades destas ligas. Por apresentarem uma estrutura cúbica de corpo centrado, as ligas β realizam uma transição dúctil para frágil em baixas temperaturas, restringindo suas aplicações em temperaturas criogênicas. Além disso, possuem baixa resistência à fluência, que impede sua utilização em temperaturas elevadas. As ligas do tipo β tem encontrado aplicações principalmente como próteses e implantes ortopédicos, em virtude de seu menor módulo comparado as ligas α, além de sua excelente resistência à corrosão e biocompatibilidade.
Tabela 2 – Composição e aplicações de algumas ligas comerciais de titânio.
| Liga           | Composição (%p.)                   | Aplicação |
| -------------- | ---------------------------------- | --- |
| Grau 1         | Ti-0,20Fe-0,18O-0,005H-0,05N-0,08C | Utilizado principalmente pela marinha e indústria química como vasos de reatores, tubos de condensação e equipamento para dessanilização.   |
| Grau 2         | Ti-0,30Fe-0,20O-0,015H-0,05N-0,08C | Além da utilização pela marinha e indústria química, também é utilizado em aeronáutica, como dutos de ar e turbinas.                        |
| Grau 3         | Ti-0,30Fe-0,30O-0,015H-0,05N-0,08C | Aplicação na marinha, aeronáutica e indústria química. Suas aplicações podem envolver faixas de temperaturas criogênicas.                   |
| Grau 4         | Ti-0,30Fe-0,20O-0,015H-0,05N-0,08C | Utilizado pela marinha, aeronáutica e indústria química em aplicações com altas temperaturas de serviço.                                    |
| Grau 6         | Ti-5Al-2,5Sn                       | Utilizado em turbinas a gás, motores de foguetes e membro de estrutura de avião, além de algumas aplicações na indústria química.           |
| Grau 9         | Ti-3Al-2,5V                        | Utilizados em tubos de sistemas hidráulicos, componentes de avião e equipamentos esportivos.                                                |
| TIMETAL 1100   | Ti-6Al-2,75Sn-4Zr-0,4Mo-0,45Si     | Utilizado em aplicações envolvendo resistência à fluência, como componentes automtivos.                                                     |
| Ti-64 (Grau 5) | Ti-6Al-4V                          | Liga de titânio mais utilizada comercialmente, possui aplicações em componentes aeroespaciais, aeronáuticos, automotivos, navais e médicos. |
| Ti-6246        | Ti-6Al-2Sn-4Zr-6Mo                 | Utilizado em temperaturas intermediárias, como discos compressores e turbinas a gás.                                                        |
| Ti-662         | Ti-6Al-6V-2Sn                      | Possui resistência mecânica maior que a Ti-64. É utilizado como membro estrutural de aviões e peças de motores de foguetes.                 |
| Ti-1023        | Ti-10V-2Fe-3Al                     | Suas principais aplicações são como componentes aeroespaciais e aeronáuticos, além de moldes para forjamentos de peças.                     |
| Ti-1313        | Ti-13Nb-13Zr                       | É uma liga biocompatível desenvolvida na década de 90. Suas principais aplicações encontram-se na forma de implantes biomédicos.            |
| TNZT           | Ti-35Nb-7Zr-5Ta                    | É a liga que possui o menor módulo de elasticidade. Sua principal aplicação é como implantes ortopédicos.                                   |
| TMZF           | Ti-12Mo-6Zr-2Fe                    | Devido ao seu módulo de elasticidade baixo, é grandemente utilizada como biomaterial.                                                       |

Tabela 3 – Propriedades mecânicas de ligas de titânio.
(E - Módulo de Young; LE - Limite de escoamento; LRT - Limite de resistência à tração; ε - Alongamento)
| Liga           | Tipo    | E (GPa) | LE (MPa)  | LRT (MPa) | ε (%) |
| -------------- | ------- | ------- | --------- | --------- | ----- |
| Grau 1         | α       | 100     | 170-310   | 240       | 24    |
| Grau 2         | α       | 103     | 275-450   | 345       | 20    |
| Grau 3         | α       | 105     | 380-550   | 440       | 18    |
| Grau 4         | α       | 100-120 | 480-655   | 550       | 18    |
| Grau 6         | α       | 109     | 827       | 861       | 15    |
| Grau 9         | quase-α | 95-105  | 480       | 620       | 15    |
| TIMETAL 1100   | quase-α | 112     | 900-950   | 1010-1050 | 10-16 |
| Ti-64 (Grau 5) | α+β     | 110-140 | 800-1100  | 900-1200  | 13-16 |
| Ti-6246        | α+β     | 114     | 1000-1100 | 1100-1200 | 13-16 |
| Ti-662         | α+β     | 110-117 | 950-1050  | 1000-1100 | 10-19 |
| Ti-1023        | quase-β | 110     | 1000-1200 | 1000-1400 | 6-16  |
| Ti-1313        | quase-β | 77      | 836-908   | 973-1037  | 10-16 |
| TNZT           | β       | 55      | 547       | 596       | 19    |
| TMZF           | β       | 74-85   | 100-1060  | 1060-1100 | 18-22 |